# Église Saint-Martin d'Isle
L'église Saint-Martin est une église catholique située à Isle, en France,.

## Localisation
L'église est située dans le département français de la Haute-Vienne, sur la commune d'Isle.

## Historique
L'église date du XIIIe siècle. Cet édifice touchait aux dépendances du château des évêques de Limoges construit entre 1356 et 1361 par Jean de Cros qui était réputé proche de Édouard de Woodstock le prince noir. La restauration intérieure date de 1987. Les murs ont été crépis de manière unie. Certaines peintures, mettant en valeur des détails architecturaux, ont été rehaussées de couleurs.
Ces travaux ont été réalisés sous le contrôle des services des Monuments Historiques de la Direction régionale des Affaires culturelles.
L’église d’Isle possède un reliquaire ciselé, en forme de diptyque, du XIIIe siècle, qui provient de l’abbaye de Grandmont, (Ordre de Grandmont) fondé par ermite Étienne de Muret. Il s’ouvre à deux battants pour montrer les reliques qu’il contient. 
L'édifice est inscrit au titre des monuments historiques en 1985.